# Волоярви (озеро)
Волоярви — озеро на территории Рахьинского городского поселения Всеволожского района Ленинградской области.

## Общие сведения
Площадь озера — 3,3 км², площадь водосборного бассейна — 36,9 км². Располагается на высоте 15,9 метров над уровнем моря.
Форма продолговатая: вытянуто с северо-запада на юго-восток. Берега сильно заболоченные.
С северо-западной стороны из озера вытекает короткая протока, впадающая в реку Авлогу, которая впадает Ладожское озеро.
С севера и востока от озера проходит трасса А120.
Код объекта в государственном водном реестре — 01040300211102000010147.